# László Tőkés
László Tőkés (pronunciación húngara: [ˈlaːsloː ˈtøːkeːʃ]; nacido el 1 de abril de 1952) es un pastor y político húngaro de origen rumano. Fue miembro del Parlamento Europeo (MPE) del año 2007 al año 2019. Se desempeñó como Vicepresidente del Parlamento Europeo de 2010 a 2012.
Obispo del Distrito de la Iglesia Reformada Királyhágómellék de la Iglesia Reformada en Rumania, también es un expresidente honorario de la Unión Democrática de Húngaros en Rumania. Es el jefe del Consejo Nacional Húngaro de Transilvania, una organización cívica para húngaros de Transilvania. Tőkés está estrechamente relacionado con el Partido Popular Húngaro de Transilvania .
Un esfuerzo por trasladarlo de su puesto como pastor asistente en Timișoara y desalojarlo del piso de su iglesia ayudó a desencadenar la Revolución rumana de 1989, que derrocó a Nicolae Ceauşescu y supuso el fin de la era comunista en Rumania.
Él es un miembro del Grupo Europeo de Reconciliación de Historias, y co-patrocinado por la Resolución del Parlamento Europeo de 2 de abril de 2009 sobre la conciencia europea y el totalitarismo.

## Familia
Originario de Cluj, László Tőkés es hijo de István Tőkés, profesor de teología y ex obispo adjunto de la Iglesia Reformada en gran parte de Hungría. Estaba casado con Edit Joó, con quien tiene tres hijos: hijos Máté y Márton, y su hija Ilona. Máté Tőkés, que solo tenía tres años durante la Revolución de 1989, más tarde recolectó los recuerdos de los amigos, familiares y otros participantes de los eventos, y en 2005 escribió Egymás tükrében ("En el espejo del otro"), un libro sobre sus padres y las dificultades de la familia.
En marzo del año 2010, su esposa solicitó el divorcio. Editar Tőkés acusó al obispo de "numerosos asuntos" y "hábitos absurdos". Las afirmaciones de infidelidad y maltrato fueron confirmadas por un exconsejero del pastor y la sentencia de divorcio se emitió en febrero del año 2011.

## Pastor disidente
Al igual que su padre, Tőkés fue un crítico persistente del régimen totalitario de Ceauşescu. Mientras era pastor en la ciudad de Dej, en Transilvania, contribuyó a la revista clandestina de lengua húngara Ellenpontok ("Contrapuntos"; 1981–82). Un artículo sobre abusos contra los derechos humanos en Rumania parece haber sido la ocasión de su primer hostigamiento por parte de la policía secreta, la Securitate. Fue reasignado a la aldea de Sânpetru de Câmpie, pero se negó a ir y pasó dos años viviendo en la casa de sus padres en Cluj.
Su situación fue discutida en el Comité de Relaciones Exteriores del Senado de EE. UU., Que condujo indirectamente a su nombramiento para ser pastor asistente en Timișoara, donde pronunció sermones que se oponían al programa de sistematización del gobierno nacional rumano, que proponía una reestructuración radical de la infraestructura de las ciudades rumanas. y pueblos. Las aldeas más pequeñas se consideraron "irracionales" y se enumeraron para la reducción de servicios o el traslado forzado de la población y la destrucción física. Esto incluyó la destrucción de iglesias y monasterios históricos. El programa fue visto por los húngaros y activistas de derechos humanos como una amenaza particular para las aldeas húngaras, aunque los sermones de Tőkés no destacaron esto, llamando a la solidaridad entre húngaros y rumanos. Los gobiernos de Hungría y Alemania Occidental, preocupados por sus minorías nacionales en Transilvania, protestaron contra la sistematización.
En el verano de 1988, Tőkés organizó la oposición a la sistematización entre los pastores de la Iglesia Reformada húngara, llamando nuevamente la atención de la Securitate. Después de que la Securitate se opusiera a un festival cultural organizado el 31 de octubre de 1988 (Día de la Reforma), junto con el grupo de teatro aficionado en idioma húngaro "Thalia", el obispo László Papp prohibió todas las actividades juveniles en el Banat (la región de la cual Timișoara es parte). Sin embargo, Tőkés trabajó junto con el obispo de la Iglesia Ortodoxa Rumana en otro festival en la primavera de 1989.
El 20 de marzo de 1989, Tőkés concedió una entrevista televisiva grabada en secreto a dos canadienses: el expolítico Michel Clair y el periodista de Radio-Canada Réjean Roy (publicado como La sombra de Drácula: La verdadera historia detrás de la revolución rumana). Los dos fueron ayudados por un pequeño grupo de Székesfehérvár en Hungría que pasó de contrabando en videocintas y cámaras de video. La misión secreta tendría graves consecuencias. (Timisoara por Árpád Szőczi).
El 31 de marzo de 1989, Papp ordenó a Tőkés que dejara de predicar en Timișoara y se mudara a la parroquia aislada de Mineu. Tőkés rechazó la orden y su congregación lo apoyó.
El 24 de julio de 1989, el programa de investigación televisivo estatal húngaro Panorama transmitió la entrevista televisiva grabada en secreto con Tőkés. Dos días después, el obispo Papp le envió una carta a Tőkés, acusándolo de calumniar al estado y decir mentiras en la entrevista, y ordenó su expulsión.
El obispo inició un proceso civil para desalojarlo del piso de su iglesia. Su poder fue cortado y su libro de raciones quitado, pero sus feligreses continuaron apoyándolo y proveyéndole. El estado tenía algunos arrestados y golpeados. Al menos uno, Ernő Ujvárossy, fue encontrado asesinado en el bosque a las afueras de Timișoara el 14 de septiembre, y el padre de Tőkés fue arrestado brevemente.
En la entrevista de julio de 1989 a la televisión húngara, Tőkés se quejó de que los rumanos ni siquiera conocen sus derechos humanos. Tőkés explicó el mensaje y el efecto de esta entrevista en una serie de televisión alemana sobre el colapso del Telón de Acero en 2008:
```
"El mensaje de esta entrevista fue que no tenemos que apoyar a la dictadura y al dictador Ceauşescu. Este mensaje de mi entrevista fue muy necesario para poder destronar a Ceauşescu. Tuvo un efecto de choque en los rumanos, y en la 
Securitate
 también, en la gente de Rumania. El programa se podía ver principalmente aquí a lo largo de las fronteras, porque en ese momento estaba prohibido ver canales de televisión extranjeros. Y aquellos que lo vieron estaban muy conmocionados, y copias de la entrevista se extendieron por toda Rumania, especialmente en 
Transilvania
, y tuvo un efecto inesperado en la atmósfera pública en Rumania."
```

Un tribunal ordenó el desalojo de Tőkés el 20 de octubre. Apeló. El 2 de noviembre, cuatro atacantes armados con cuchillos irrumpieron en su departamento; Los agentes de seguridad observaron mientras él y sus amigos luchaban contra los asaltantes. El embajador rumano fue convocado al Ministerio de Relaciones Exteriores de Hungría y se le informó sobre la preocupación del gobierno húngaro por su seguridad. Su apelación fue rechazada y su desalojo previsto para el viernes 15 de diciembre.
Las emisoras extranjeras también comenzaron a mostrar la entrevista televisiva grabada en secreto, como Nightline de ABC en los EE. UU.

## Diciembre de 1989
Cuando se acercaba el 15 de diciembre, los feligreses de Tőkés comenzaron una especie de vigilia fuera de su departamento, rechazando las órdenes de dos guardias de avanzar. El 15 de diciembre, se formó una cadena humana alrededor del bloque; la milicia no pudo acceder. Tőkés agradeció a la multitud pero les aconsejó que se fueran, pero varios cientos se quedaron en grupos cerca del piso. Su esposa, Edit, que estaba embarazada en ese momento, cayó enferma. El 16 de diciembre, el médico de familia apareció para verla. En menos de media hora, el alcalde de Timișoara apareció con tres médicos más, con la esperanza de persuadir a Edit para que se dirigiera a un hospital. Siguiendo el consejo de su médico de familia, ella se negó.
Poco después, llegaron trabajadores para reparar las ventanas y la puerta dañadas del piso; presumiblemente, el alcalde esperaba calmar las cosas, pero la multitud realmente creció, y algunos jóvenes rumanos se unieron a los feligreses húngaros. Tőkés habló con el alcalde y nuevamente instó a la multitud a dispersarse. La multitud permaneció; El alcalde se fue, regresó al mediodía y prometió que Tőkés no sería desalojado. La multitud permaneció; algunos de ellos acusaron a Tőkés de colaborar con las autoridades y exigieron una retractación por escrito de la transferencia y desalojo de Tőkés. El alcalde prometió producir esto dentro de una hora; si realmente tenía la intención de hacerlo, resultó imposible un sábado.
Después de varias negociaciones con el alcalde y el teniente de alcalde y la participación de varias delegaciones, el alcalde dio un ultimátum para que la multitud se dispersara antes de las 5 p. M. Tőkés nuevamente suplicó a la multitud que se dispersara, pero posiblemente convencidos de que estaba actuando bajo las amenazas de la Securitate, ellos se negaron. La multitud le hizo señas para que saliera de su departamento y bajara a la calle. Se negó, presumiblemente temeroso de ser visto como el líder de esta resistencia.
Las 5 de la tarde llegaron y pasaron sin cañones de agua. A las 7 p. m., la multitud se extendió por varias manzanas e incluyó a muchos estudiantes de la universidad y el politécnico local, húngaros y rumanos en una cadena humana, cantando himnos por primera vez, pero alrededor de las 7:30 se lanzó a la canción patriótica Deşteaptă-te, române! ("¡Despierta, rumano!"), Prohibida desde 1947 al comienzo de la dictadura comunista y cantado durante las protestas de noviembre de 1987 en Braşov.
En palabras de Deletant, "La protesta húngara se había convertido en una revuelta rumana". Se levantaron gritos, "¡Abajo Ceauşescu!" "¡Abajo el régimen!" y "¡Abajo el comunismo!" La multitud se alejó de los alrededores de la iglesia y el departamento de Tőkés, cruzó un puente y se dirigió al centro de la ciudad y al cuartel general del Partido Comunista, donde arrojaron piedras antes de que la milicia los condujera de regreso a la iglesia alrededor de las 10 p. m. y los cañones de agua finalmente entraron en juego. Sin embargo, la multitud se apoderó de los cañones, los rompió y arrojó las partes al río Bega. Se produjo un espíritu general de disturbios itinerantes.
Las manifestaciones continuaron los siguientes dos días. El domingo 17 de diciembre, el ejército disparó contra la multitud. El número de víctimas ha sido motivo de disputa; Los primeros informes fueron indudablemente exagerados. El número de muertes fue de 73 para el período del 16 al 22 de diciembre de 1989, y otras 20 para el período posterior a la huida de Ceauşescu. Por orden de Elena Ceauşescu, 40 de los muertos fueron transportados en camión a Bucarest y cremados para hacer imposible la identificación.
El 18 de diciembre, decenas de miles de trabajadores industriales en Timișoara tomaron la protesta pacíficamente; para el 20 de diciembre la ciudad estaba efectivamente bajo una insurrección. [dieciséis]
Las noticias de las protestas y la represión violenta del gobierno se extendieron rápidamente por Rumania y desencadenaron muchas más protestas. Rápidamente escalaron a la Revolución rumana de 1989 que derrocó a Ceauşescu y al gobierno comunista.

## Obispo de Oradea
Después del desposeimiento del desacreditado obispo comunista de Oradea, László Papp en 1989, Tőkés fue elegido obispo del Distrito de la Iglesia Reformada de Királyhágómellék. Fue reelegido más recientemente en 2004 por otro período de seis años. Durante su mandato, trabajó duro para la reorganización de la iglesia desintegrada y la renovación de la vida espiritual. Hizo hincapié en la importancia de la educación en lengua húngara, la responsabilidad social y el trabajo misionero. Era su máxima prioridad recuperar las propiedades y las escuelas de la iglesia que habían sido confiscadas por el gobierno comunista, pero la restauración de la propiedad en Rumania ha demostrado ser un proceso extremadamente difícil, lento y, hasta ahora, sin éxito.
A pesar de las dificultades financieras, estableció nuevas instituciones sociales y educativas en lugar de las antiguas. La Christian University of Partium en Oradea fue uno de los proyectos favoritos del obispo como la primera universidad privada en húngaro en Rumania (inaugurado en 1999). Sus otras iniciativas notables son el centro de cuidado infantil en Oradea, un orfanato en Aleşd, el Centro de Salud Bethesda en Arduzel, la Escuela Primaria Peter Reformed en Salonta y un hogar de ancianos en Tinca. En 1996 se inauguró el Centro Eclesiástico Lórántffy Zsuzsanna de la Iglesia Reformada Húngara con un museo, auditorio y centro de atención social.

## Carrera política
En 2007, Tőkés decidió postularse para el Parlamento Europeo como independiente, recibiendo el respaldo de Fidesz de Hungría. En las elecciones de noviembre, obtuvo suficientes votos para ganar un escaño. En competencia con la Unión Democrática de Húngaros en Rumania, el principal partido de los húngaros de Rumania, Tőkés fue acusado, por ejemplo, por un destacado político de ese partido, György Frunda, de dividir el voto húngaro. Frunda también afirmó que Tőkés fue ayudado por el presidente Traian Băsescu y señaló que recibió 18,000 votos de las regiones históricamente llamadas Valaquia y Moldavia de Rumania, lugares donde viven pocos húngaros.
Un Tőkés desquiciado comentó la noche de las elecciones: "Noqueé a la Gran Rumanía", refiriéndose al hecho de que, aunque había ganado un escaño, el ultraderechista partido antihúngaro Gran Rumanía había perdido los cinco.
En junio de 2009, en Washington D. C., recibió la Medalla de la Libertad Truman-Reagan por su papel en las luchas contra el comunismo rumano.
En mayo de 2010, se convirtió en uno de los 14 vicepresidentes del Parlamento Europeo. Fue elegido por 334 votos a favor y 287 abstenciones, en reemplazo de Pál Schmitt.
Es signatario de la Declaración de Praga sobre Conciencia Europea y Comunismo.
En 2014 fue el tercero en la lista de Fidesz para las elecciones al Parlamento Europeo.
El presidente Klaus Iohannis anunció en 2016 que decidió retirar la distinción de la Orden de la Estrella de Rumania de László Tőkés. “El asunto llegó a mi mesa y tengo que tomar una decisión. En mi opinión, debemos considerar ciertos problemas al analizar tales preguntas. Quien otorga una distinción desea recompensar a la persona distinguida, quien recibe y acepta la distinción debe reconocer a Rumania y la Constitución de Rumania, para apreciar los valores que se mantienen en los fundamentos de la Constitución de Rumania. Considerando todo esto, he decidido retirar la orden "Estrella de Rumania" del señor László Tőkés", dijo el jefe de Estado en el Palacio de Cotroceni.

## Historial electoral

### Elecciones europeas
| Elección | Votos   | Porcentaje | Eurodiputados | Posición | Grupo Político |
| -------- | ------- | ---------- | ------------- | -------- | -------------- |
| 2007     | 176.533 | 3,44%      | 1/35          | 8        | EFA            |

## Premios y distinciones
En 1990 recibió el Premio Four Freedom por la Libertad de Culto.